# Biała Rawska
Biała Rawska – miasto w Polsce, w województwie łódzkim, w powiecie rawskim, siedziba gminy miejsko-wiejskiej Biała Rawska.
Biała Rawska położona jest na Wysoczyźnie Rawskiej, nad rzeką Białką – dopływem Rawki, należącej do dorzecza Bzury.
Według danych GUS z 31 grudnia 2023 r. miasto liczyło 3001 mieszkańców.
Biała Rawska leży na historycznym Mazowszu, w dawnej ziemi rawskiej. Uzyskała lokację miejską około 1472 roku, zdegradowana w 1870 roku, ponowne nadanie praw miejskich w 1925 roku. Miasto duchowne położone było w drugiej połowie XVI wieku w powiecie bielskim ziemi rawskiej województwa rawskiego.

## Komunikacja
W odległości 8 km od Białej znajduje się droga krajowa nr 8: Warszawa – Katowice (tzw. Gierkówka). Przez miasto przebiega Centralna Magistrala Kolejowa Grodzisk Mazowiecki – Zawiercie oraz droga wojewódzka nr 725: Rawa Mazowiecka – Grójec. W Białej Rawskiej znajduje się także stacja końcowa Biała Rawska Wąskotorowa zabytkowej Kolei Wąskotorowej Rogów – Rawa – Biała prowadzącej z Rogowa przez Rawę Mazowiecką do Białej Rawskiej.

## Charakterystyka miasta
Ulice w mieście rozchodzą się od położonego w centrum rynku, w pobliżu którego znajduje się zabytkowy kościół. Zabudowa – w centrum stare, niekiedy XIX-wieczne budynki wielo- i jednorodzinne – kamienice i domy drewniane, na obrzeżach – głównie zabudowa jednorodzinna. Na przedmieściach – typowe wiejskie domy i budynki gospodarcze. W mieście znajduje się też kilkanaście bloków z wielkiej płyty, zbudowanych w latach 70.
W miejscowości znajduje się urząd gminy i kilka innych podległych władzom gminy urzędów (m.in. Miejsko-Gminny Ośrodek Pomocy Społecznej), a także ośrodek zdrowia, szkoła podstawowa, gimnazjum i zespół szkół ponadgimnazjalnych oraz przedszkole. Biała Rawska jest lokalnym centrum kulturalno-handlowo-rozrywkowym – mieści się w niej biblioteka publiczna, kilkanaście sklepów, apteki, targowisko i kino, a ponadto remiza Straży Pożarnej, komisariat Policji i kościół. Na przedmieściu znajduje się zespół stawów utworzonych na przepływającej przez miejscowość Białce, z których jeden pełni funkcję kąpieliska.

## Historia

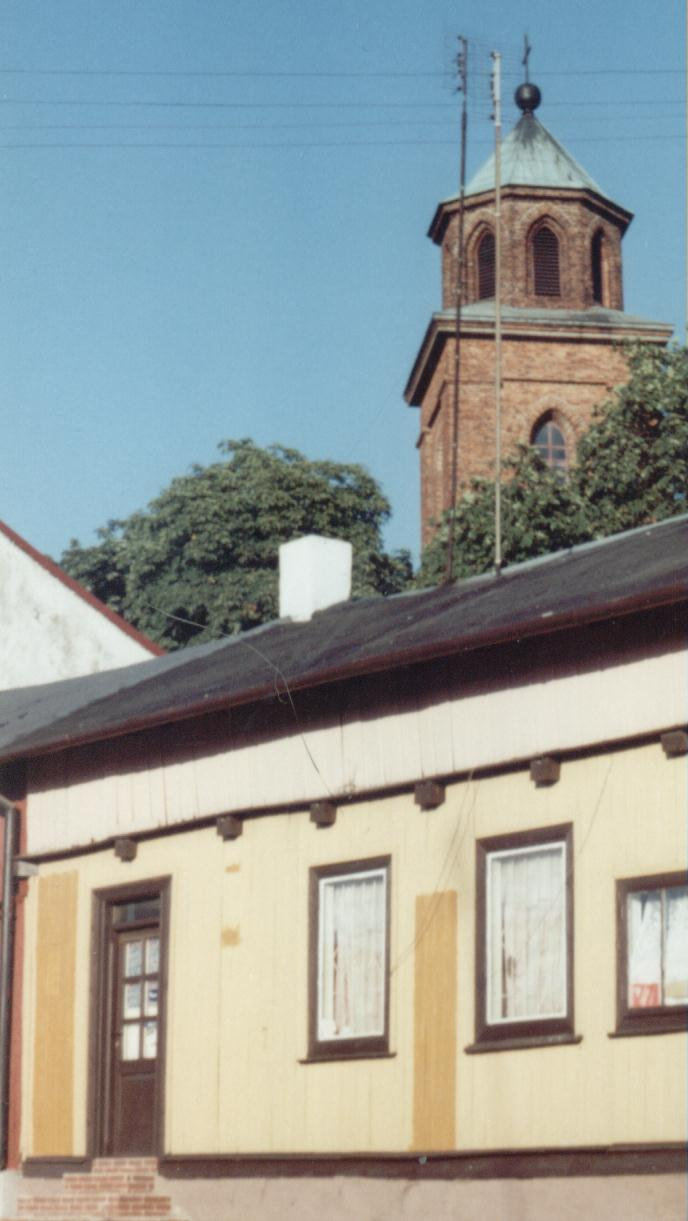
Ulica i dom w centrum miasta, nad nimi góruje dzwonnica miejscowego kościoła

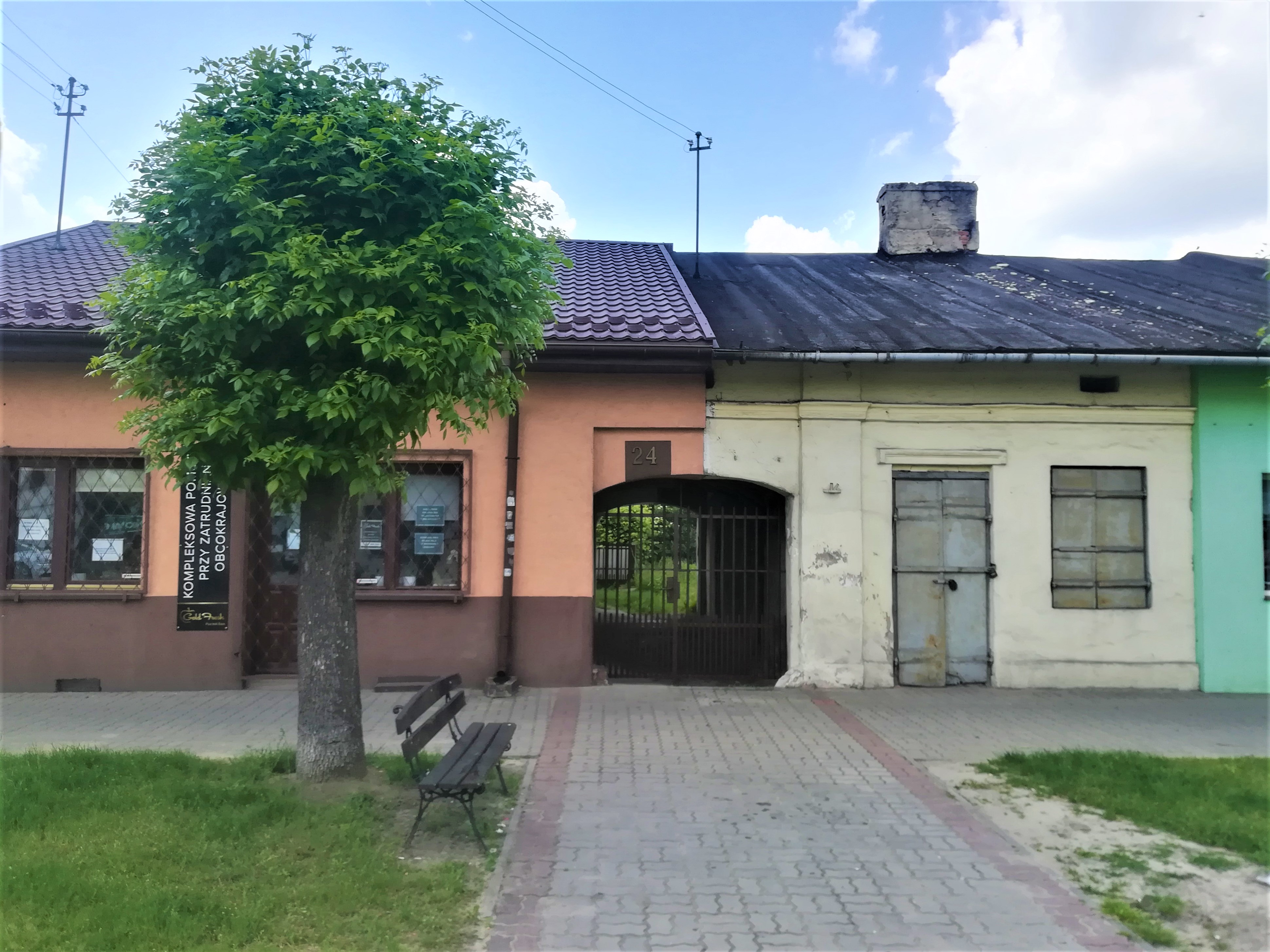
Architektura małomiasteczkowa

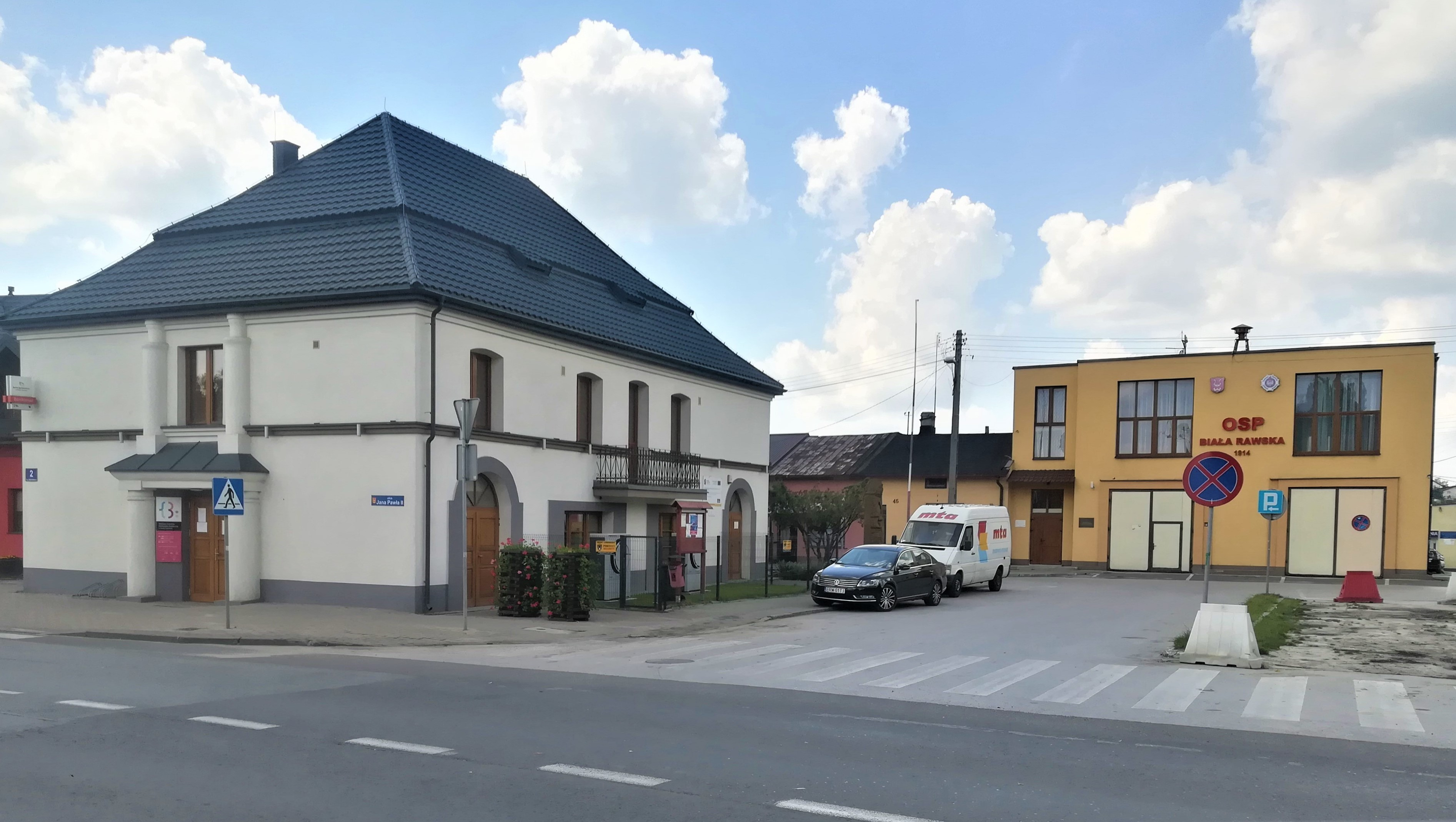
Fragment centrum z synagogą

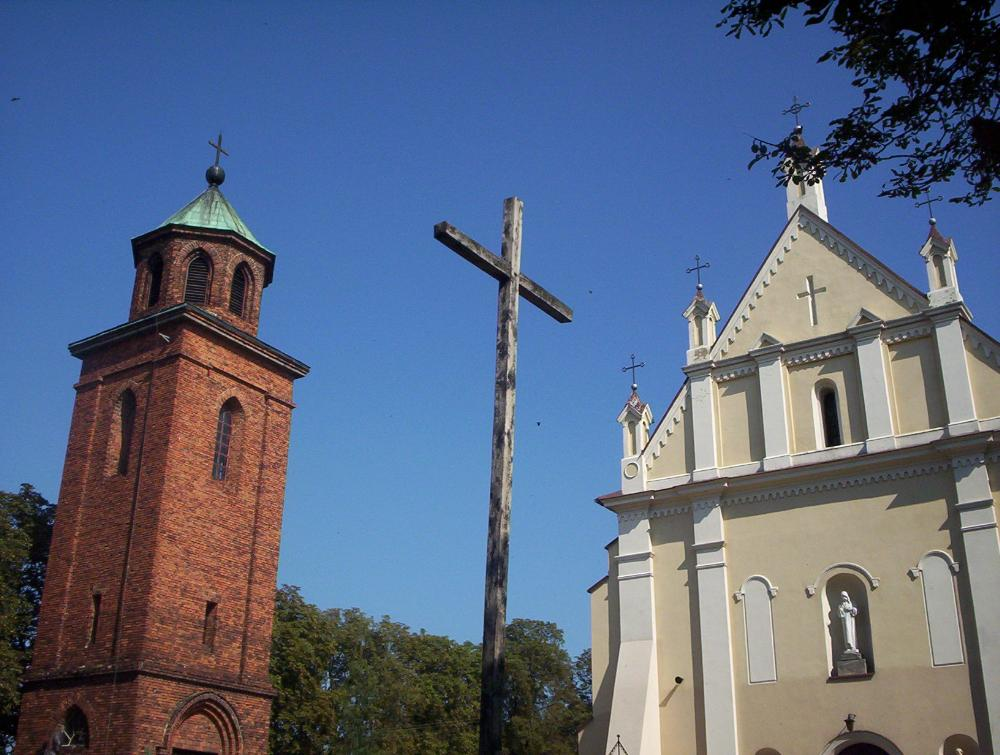
Kościół i dzwonnica w Białej Rawskiej

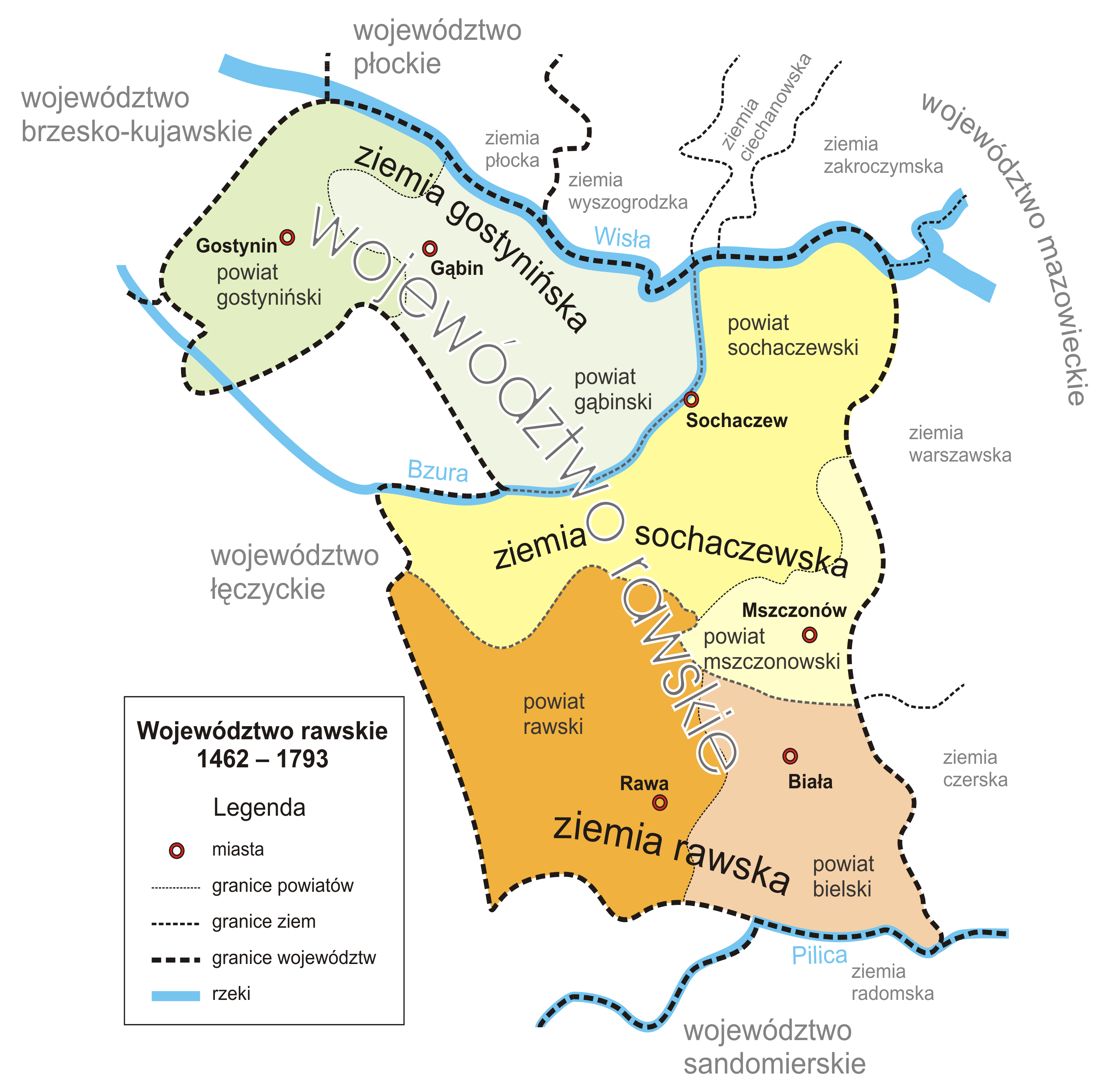
Mapa dawnego województwa rawskiego z zaznaczonym położeniem Białej i otaczającego ją powiatu bielskiego

Od XIV do XVI wieku Biała należała do biskupów chełmskich. W okresie tym miejscowość przeżywała swój okres świetności. Rozwój ten miasto zawdzięczało korzystnemu położeniu: przy ważnych drogach handlowych prowadzących do ówczesnych regionalnych centrów: Czerska, Łęczycy i Sandomierza.
Miasto w tym okresie było ważnym centrum lokalnego handlu – poza cotygodniowym targiem w mieście corocznie odbywało się 16 jarmarków. Do czasu rozbiorów Biała była siedzibą powiatu, wchodzącego w skład województwa rawskiego.
Od początku XVII w. rozpoczął się stopniowy upadek miasta. W czasie potopu szwedzkiego miasto zostało całkowicie zniszczone.
Od połowy XVIII w. do 1879 r. Biała była posiadłością rodziny szlacheckiej – Leszczyńskich herbu Belina.
W maju 1794 r. w pobliżu Białej Henryk Dąbrowski – późniejszy twórca Legionów polskich we Włoszech, bohater hymnu narodowego, stoczył niewielką, zwycięską bitwę z wojskami rosyjskimi.
W XVIII w. w Białej Rawskiej zaczęli osiedlić się Żydzi. Ich osadnictwo doprowadziło do rozwoju miasta i w konsekwencji do dalszego powiększenia liczby ludności miejscowości, w której osiedlali się także okoliczni chłopi. Już w 1810 r. Biała liczyła 467 mieszkańców, zaś w 1900 – ponad 2000. Miasto prywatne Królestwa Kongresowego, położone było w 1827 roku w powiecie rawskim, obwodzie rawskim województwa mazowieckiego. W 1833 r. miasto posiadało już murowany ratusz. Mimo stopniowego rozwoju, w 1870 r. Biała Rawska, tak jak wiele innych polskich miasteczek utraciła prawa miejskie. Odzyskała je dopiero w 1925 r. Spis ludności sporządzony w 1921 roku wykazał, że miasto liczyło 2328 mieszkańców w tym 38,6% stanowili Polacy, a 61,4% Żydzi.
W 1847 roku został zaprojektowany obecny herb Białej Rawskiej.
Jesienią 1941 Niemcy utworzyli w Białej Rawskiej getto dla ludności żydowskiej. Przebywało w nim ok. 4 tys. Żydów z Białej Rawskiej, okolicznych wsi, a także z Żyrardowa, Góry Kalwarii i Piaseczna. Getto zostało zlikwidowane 28 października 1942, a jego mieszkańcy wywiezieni i zamordowani w obozie zagłady w Treblince.
W czasie II wojny światowej w okolicy Białej działały liczne oddziały partyzanckie, dowodzone m.in. przez sierżanta Stanisława Roszkowskiego ps. „Koń”, por. Henryka Sieczkowskiego ps. „Władysław”, Stanisława Sawickiego ps. „Lerman”.
Miasto zostało zajęte przez żołnierzy Armii Czerwonej 17 stycznia 1945 roku.
Do 1954 roku siedziba wiejskiej gminy Marianów. W latach 1975–1998 miasto administracyjnie należało do województwa skierniewickiego.

### Żydzi w Białej Rawskiej
Żydzi osiedlili się w Białej Rawskiej w XVIII wieku. W 1822 powstała gmina wyznaniowa z synagogą, cmentarzem, chederem i mykwą. Po pożarze synagogi w 1842 wzniesiono nową, murowaną (1845–1847). W okresie międzywojennym Żydzi stanowili znaczną część ludności miasta (60% w latach 20., ok. 40% w 1939), zajmując się głównie handlem . Po wkroczeniu Niemców we wrześniu 1939 spalono synagogę  i zorganizowano akcję propagandową. Jesienią 1941 utworzono getto, do którego trafiło ok. 6 tys. Żydów z regionu. Zlikwidowano je 27 października 1942, a jego mieszkańców wywieziono do Treblinki II . W latach 50. budynek dawnej synagogi zaadaptowano na remizę .

## Gospodarka
W Białej istnieje niewielki przemysł spożywczy i elektrotechniczny. W mieście znajduje się filia łódzkich zakładów termotechnicznych, a także przetwórnia owoców, brojlernia, betoniarnia. Część ludności utrzymuje się z działalności handlowej. Dość dogodne położenie i istnienie komunikacji zbiorowej umożliwia części ludności podejmowanie zatrudnienia w pobliskiej Rawie Mazowieckiej, a nawet w Warszawie.
Ludność z przedmieść, stanowiących dawne wioski, utrzymuje się z uprawy roli, głównie warzyw i owoców.

## Demografia

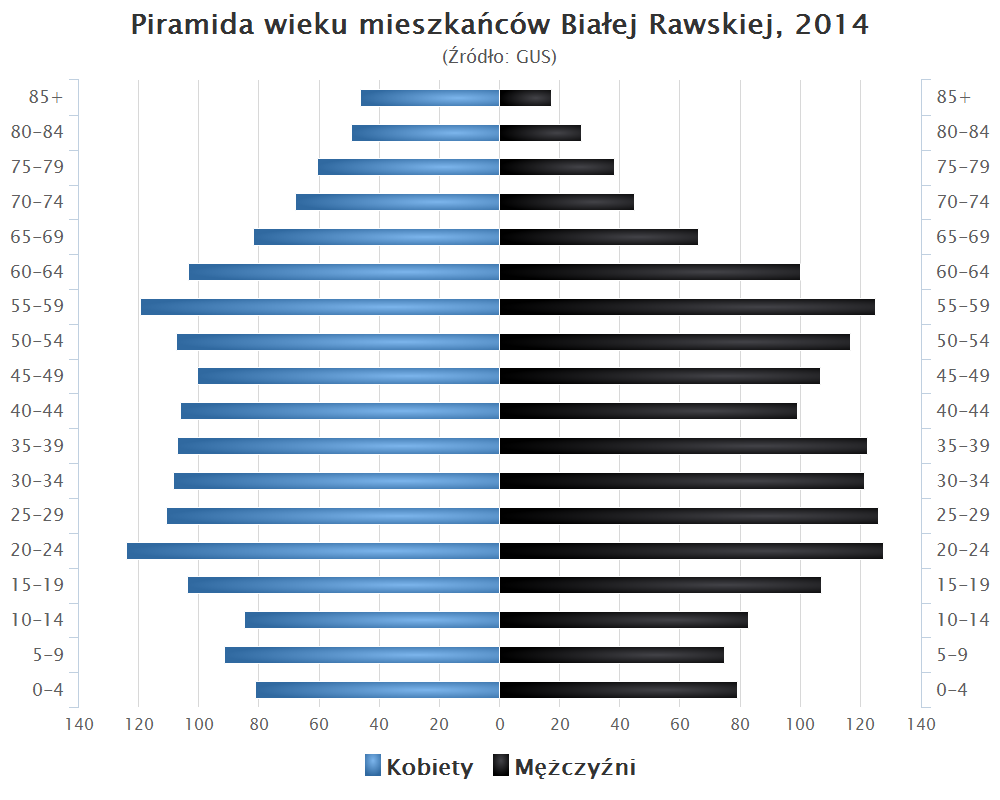
Piramida wieku mieszkańców Białej Rawskiej w 2014 roku

Dane z 31 grudnia 2023:
| Opis      | Ogółem | Ogółem | Kobiety | Kobiety | Mężczyźni | Mężczyźni |
| --------- | ------ | ------ | ------- | ------- | --------- | --------- |
| Jednostka | osób   | %      | osób    | %       | osób      | %         |
| Populacja | 3001   | 100    | 1553    | 51,75   | 1448      | 48,25     |

## Zabytki
- Zespół pałacowy i park:

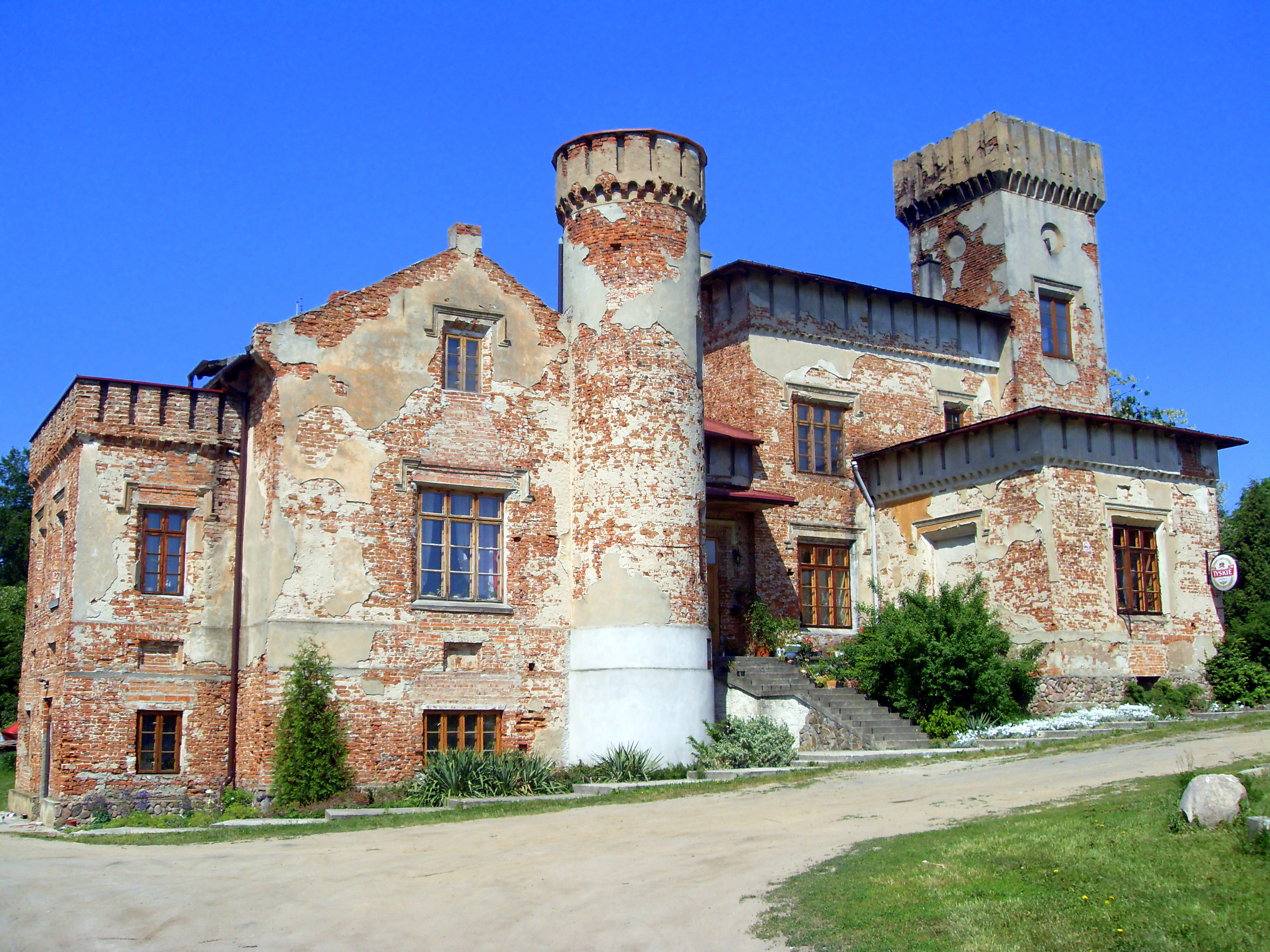
Pałac

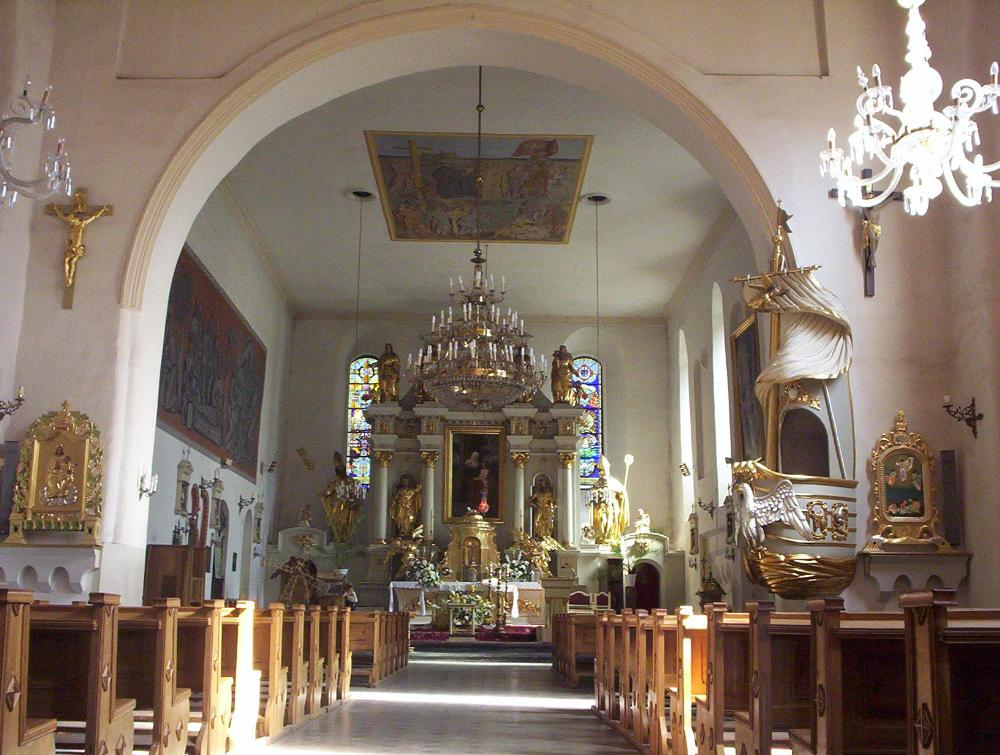
Wnętrze kościoła św. Wojciecha

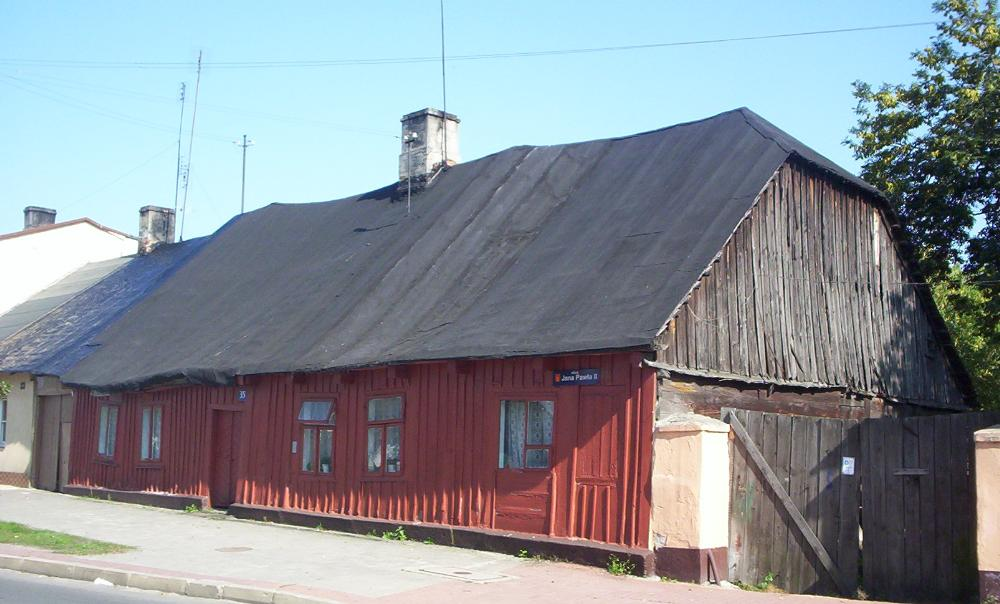
Drewniany dom w centrum miasta

  - Pałac z pierwszej połowy XIX wieku dla ówczesnego właściciela miasta – Aleksandra Leszczyńskiego. Autorem projektu był Franciszek Maria Lanci.
  - Park krajobrazowy – w otaczającym pałac parku krajobrazowym rośnie ok. 30 dębów (szypułkowych i bezszypułkowych), których obwody pni dochodzą do 3,5 m. Oprócz nich w parku rośnie ponad 500-letni dąb, o obwodzie pnia blisko 7,5 m, tzw. „Dąb Napoleona” – jeden z największych drzew tego gatunku rosnących w Polsce, nazwany tak ze względu na fakt, że według lokalnych opowieści odpoczywał pod nim cesarz francuski Napoleon Bonaparte, wracający z wojny z Rosją.
- Kościół św. Wojciecha – zabytkowy kościół parafialny pw. św. Wojciecha pierwotnie z około 1518 roku, odbudowany po pożarze z 1712 r. W 1846 roku dostawiono neogotycką fasadę.
- Cmentarz parafialny – W Białej znajduje się porośnięty starymi drzewami, głównie lipami rzymskokatolicki cmentarz parafialny z XVIII w. Na jego terenie, przy głównej alei znajdują się zabytkowe kaplice nagrobne dawnych właścicieli miasta – Leszczyńskich oraz właścicieli m.in. pobliskiego Babska – Okęckich. Kaplica Leszczyńskich zbudowana jest w stylu klasycystycznym. Groby Okęckich pochodzą z 1887 roku; ozdobione są frontonami wysokości blisko 6 m i furtami z kutego żelaza. Na terenie nekropolii znajdują się także inne, mniej okazałe, lecz również zabytkowe pomniki nagrobne, oraz symboliczny grób ofiar II wojny światowej.
- Kapliczka – Na rozwidleniu dróg, prowadzących w kierunku Mszczonowa i Grójca znajduje się zabytkowa, murowana kapliczka z 1916 r. z figurą Chrystusa. Od znajdującej się na niej płaskorzeźby, nazywana jest potocznie „świętym Markiem”.
- Centrum miasta – Układ ulic i placów w centrum miasta zachował swój historyczny charakter; pochodzi on jeszcze z XVI w. Na obszarze tym znajdują się XIX-wieczne, pożydowskie domy mieszkalne – murowane i drewniane, a wśród nich – budynek straży pożarnej, niegdyś będący siedzibą synagogi.
- Synagoga – W centrum miasta, przy Placu Wolności znajduje się dawna synagoga. Stoi ona w miejscu wzniesienia pierwszej, drewnianej synagogi z 1822 r. Po pożarze z 1842 r. na jej miejscu w latach 1845–1847 zbudowano nowy obiekt, murowany. Także i ona spłonęła, podpalona przez Niemców w 1939 r. Odbudowana po wojnie, w latach 50., obecnie pełni funkcję remizy strażackiej.
- Dawny cmentarz żydowski – W pobliżu rzeki Białki znajdują się pozostałości dawnego, XVIII-wiecznego cmentarza żydowskiego. Został on zniszczony przez Niemców w czasie wojny i nigdy go nie odbudowano. Kirkut ten jest obecnie porośnięty krzakami, zachowało się na nim zaledwie kilkanaście resztek macew, w tym tylko 2 niezniszczone, z czytelnym napisami w języku hebrajskim. Na kirkucie znajduje się współcześnie wybudowany ohel ku czci tutejszego cadyka.
- Stacja kolei wąskotorowej – W Białej Rawskiej znajduje się ostatnia stacja zabytkowej Rogowskiej Kolei Wąskotorowej, zbudowanej w 1915 r. przez Niemców dla potrzeb przebiegającej w pobliżu Białej Rawskiej linii frontu. Obecnie kursująca niekiedy na trasie Rogów – Biała Rawska kolej jest lokalną atrakcją turystyczną.